# 喀什麻蜥
喀什麻蜥（学名：Eremias buechneri），一种发现于中华人民共和国新疆地区的爬行动物，隶属于有鳞目蜥蜴科（正蜥科）麻蜥属。
本种分类地位存在争议，有学者认为其是密点麻蜥指名亚种（Eremias multiocellata multiocellata）的同物异名。

## 保护
本种于2023年被收录入《有重要生态、科学、社会价值的陆生野生动物名录》。